# Enduit (bâtiment)

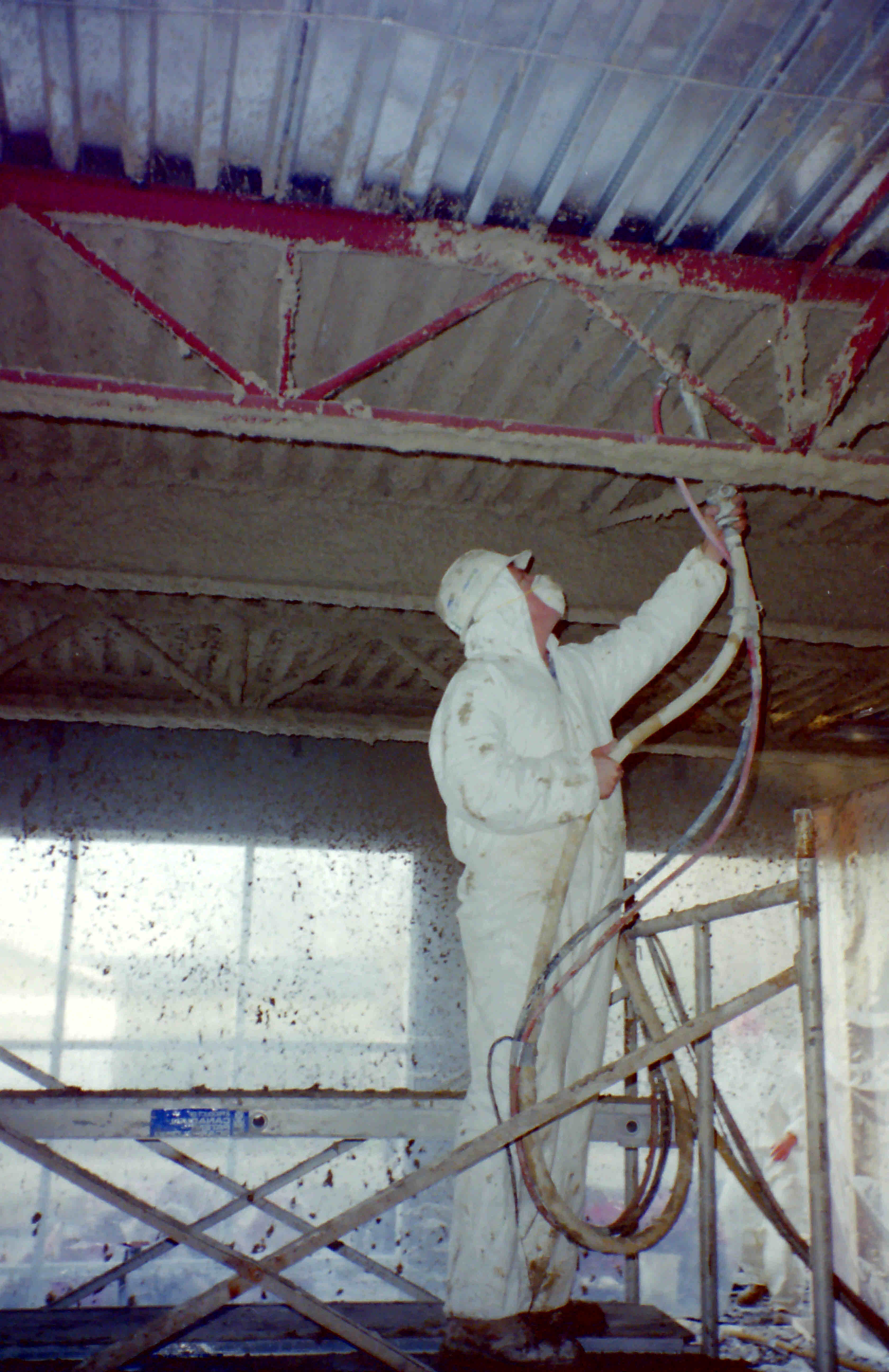
Enduit ignifuge à base de plâtre, appliqué au spray dans un bâtiment industriel.

En construction, un enduit est une couche de mortier appliquée sur un mur ou en extérieur sur le manteau d'isolation de ce mur.
Le crépi est un enduit qui se fait sur une muraille avec du mortier ou du plâtre et qu’on laisse raboteux (relief, picot) au lieu de le rendre uni.
Les enduits sont traditionnellement des enduits minéraux : des mortiers de ciment, des mortiers de chaux, et des plâtres.
L'enduit de chaux est préféré à l'enduit de ciment pour ses qualités propres : il permet aux murs de respirer et de travailler ce qui évite les fissures ; on lui reconnaît également des propriétés assainissantes et ses textures donnent un aspect chaleureux aux surfaces qu'il recouvre.
Les couleurs obtenues sont très variées, dépendant des granulats employés et également des pigments que l'on peut y ajouter lorsque le sable utilisé est un sable lavé.
Dans les systèmes d'enduit sur isolation extérieure (ETICS, pour External Thermal Insulation Composite Systems), appliqués sur les murs isolés extérieurs on fait plus volontiers usage d'enduits organiques (A base de résine acrylique), d'enduits siliconés ou silicatés. Ceux-ci sont d'application facile et ont une meilleure élasticité que les enduits minéraux.

## Histoire
Enduit désignait anciennement la seconde couche que l'on fait avec du plâtre fin passé au tamis de crin ou sas sur une première qu'on nomme crépi.

## Propriétés
Un enduit doit être résistant mécaniquement, étanche mais, dans le cas de bâti ancien (avant les constructions à base de ciment) perméable à la vapeur d'eau . Partie visible du mur, il a vocation esthétique. Il participe à l'étanchéité et à l'isolation du mur.

## Composition
Enduits minéraux
Les enduits sont constitués d'un liant (chaux, plâtre, ciment Portland ou argile) et de charges minérales (agrégats, ou granulats, comme le sable ou la poussière de marbre) dans un rapport d'environ 1/3 de liant pour 2/3 de charges minérales. L'adjonction de pigments (charges colorantes) n'est pas indispensable, elle dépend de l'effet recherché.
Enduits organiquesle plus souvent acryliques , grésés (grains de quartz carrés) ou ribbés (grains de quartz ronds)
Enduits siliconés
Enduits silicatés

## Applications

### Enduits extérieurs
Dans les systèmes d'enduit sur isolation extérieure (ETICS, pour External Thermal Insulation Composite Systems), appliqués sur les murs isolés extérieurs on fait plus volontiers usage d'enduits organiques (à base de résine acrylique), d'enduits siliconés ou silicatés. Ceux-ci sont d'application facile et ont une meilleure élasticité que les enduits minéraux.
Les enduits sont mêlés à des armatures en fibre de verre. Un éventail de profils d'arrêts permettent de faciliter les raccord avec les éléments architecturaux
|  |  |

## Types d'enduits

### Enduits minéraux
Il existe deux grandes catégories, les enduits préparés sur le chantier, et les enduits industriels prêts à l'emploi.
Un enduit peut être :
- Le mélange de sable et de chaux aérienne ou hydraulique ;
- Le mélange de chaux et de plâtre ;
- Le mélange d'ana de lin, de sable de carrière et de chaux.

La finition d'argile est un enduit de finition intérieure coloré à base de terre.
Le mélange peut s'effectuer à la bétonnière. On utilise de la chaux hydraulique en lieu et place de la chaux aérienne pour accélérer la prise. 
Il existe plusieurs types d'enduits. On distingue les enduits intérieurs et les enduits extérieurs. Les enduits intérieurs peuvent être des enduits de plâtre (enduit garnissant) pour reboucher les grosses fissures, mais il existe des enduits dit « de lissage ». Ces derniers plus fins et se préparant plus liquides, permettent notamment de donner aux parois le meilleur fini possible.

## Mise en œuvre de l'enduit traditionnel
L'enduit traditionnel préparé sur le chantier est généralement réalisé en trois couches successives, appliquées à la main ou à la machine.
La première couche d'un enduit traditionnel ne doit pas être réalisée avant un délai d'un mois après la fin des maçonneries le supportant, afin d'éviter toute fissuration et efflorescence. De plus, avant toute application, il est indispensable d'humidifier le support jusqu'à saturation; cet effet est atteint lorsque l'eau projetée n'est plus absorbée mais ruisselle. Pour les murs extérieurs, donc exposés aux intempéries, les enduits sont généralement composés ainsi :
1. Le gobetis est une couche semi- liquide jetée sur le mur, fortement dosée avec une charge de granulométrie importante (0/4 ‑ 0/6) qui permet d'avoir une bonne accroche. Les sables à grains ronds (roulés naturels ou artificiels) sont moins sensibles à l'arrachement que les sables anguleux issus du concassage.[réf. nécessaire] A contrario, d'autres préconisent du sable concassé pour lier l'enduit au gobetis[2]. Les doses usuelles sont de 10 volumes de charge pour 5 volumes de chaux hydraulique NHL, NHL-Z (usuellement 2 pour 1) ou 7 volumes de chaux aérienne CL, DL ou 3,5 volumes de chaux aérienne en pâte. L'épaisseur du gobetis est généralement la même que celle de la granulométrie du sable (5 ou 6 mm utilisé.Pour éviter la transmission des retraits, il est important d'attendre un délai de deux à trois jours avant l'application de la couche suivante (une semaine avec la chaux aérienne).
2. Le dressage, dit  aussi dégrossi, corps d'enduit ou renformis, est une couche qui permet de rattraper les défauts de planéité. Le mortier utilisé doit être plastique à mou (granulométrie 0/4), il est jeté ou appliqué et tiré à la règle. Les doses usuelles sont de 10 volumes de charge pour 4 volumes de chaux hydraulique (ou 2,5 pour 1), 5 volumes de chaux aérienne, ou 2,5 volumes de chaux aérienne en pâte. On laisse volontairement la surface rugueuse pour favoriser l'accroche de la couche de finition. Cette couche fait généralement 8 à 12 mm d'épaisseur. Délai d'une semaine avant l'application de la couche de finition (plusieurs semaines avec la chaux aérienne).
3. La finition est la dernière couche. Le mortier, plastique à mou, est étalé à l'aide d'une liane, d'un platoir ou d'une lisseuse. Le sable ici doit être assez fin pour obtenir un lissé suffisant selon l'effet recherché. Les doses usuelles sont de 10 volumes de charge pour 3 volumes de chaux hydraulique (3 pour 1) ou 4 de chaux aérienne ou 2,5 de chaux aérienne en pâte. Les finitions sont innombrables : taloché (bois, éponge ou plastique), lissé, glacé, gratté, brossé, etc. Cette couche ne fait pas plus de 4 à 7 mm d'épaisseur.

### Murs intérieurs
Pour les murs intérieurs, la granulométrie est souvent plus petite pour avoir un mortier très fin et un rendu final très lisse. Une composition usuelle est :
1. le gobetis (l'accroche) 2,5 à 2 volumes de sable pour 1 volume de chaux.
2. la couche d'enduit (la charge) 3 volumes de sable (même granulométrie) pour 1 volume de chaux.
3. la couche de finition (le lissage) 1 à 1,5 volumes de sable pour 1 volume de chaux.

Le choix des couleurs finales reste une affaire de goût, il est possible de passer une peinture à la chaux, une patine, une eau forte ou un badigeon pour les modifier.

### Enduits industriels
Les enduits tout prêts en sac, sont généralement monocouche. Ils sont prévus pour être utilisés à la machine[réf. nécessaire]. La couleur de ces enduits peut être choisie dans une palette assez large. Ces enduits sont principalement utilisés dans les constructions neuves. Ils ont cependant un défaut : du fait de leur faible épaisseur, ils laissent apparaître les fantômes des joints de la maçonnerie sous-jacente lorsque l'atmosphère est humide[réf. souhaitée].

## Réfection d'un enduit traditionnel
Un enduit de ciment ou plâtre ne peut être réparé que s'il est en bon état général et que seules quelques plaques se sont décollées.
1. Piquer au burin les parties abîmées.
2. Dépoussiérer et mouiller abondamment.
3. Préparer un mortier liquide et en projeter une couche mince à la truelle.
4. Laisser sécher une demi-journée.
5. Préparer un mortier dosé à 2 l de sable par kg de ciment.
6. Jeter le mortier sur les trous, le lisser et l'aplanir à la taloche.
7. À la brosse, à la truelle ou à la taloche, donner le même aspect que l'enduit d'origine.
8. La mise en œuvre du plâtre-chaux doit respecter les règles de l'art

En raison de la présence de chaux dans le produit, il est impératif de porter des gants. Il est conseillé de laisser le moins d'enduits possible dépasser du trou ou de la fissure à reboucher et de privilégier un passage en deux couches (la seconde après séchage de la première) afin d'obtenir un résultat de qualité.